# LCD-Memory-Effekt
Der LCD-Memory-Effekt (englisch Image Persistence, also ‚Bild‘ und ‚Nachleuchten‘) beschreibt das Auftreten von Geisterbild-ähnlichen Bildstörungen bei Flüssigkristallbildschirmen (LCDs). Bei normaler Nutzung eines Dünnschichttransistor-Displays (TFT = englisch Thin-film transistor) besteht das Problem faktisch nicht.

## Symptom
Zeigt ein LCD über einen längeren Zeitraum an bestimmten Stellen insbesondere helle Pixel an, so bleiben die Pixel im Gegensatz zu anderen Bildschirmregionen, die wechselnde Inhalte/Helligkeiten darstellten, länger lichtdurchlässig, selbst wenn die dafür nötige Anregespannung bereits entfallen ist. Da dies insbesondere an Kontrastkanten auffällt, wird es häufig mit Geisterbildern bei Bildschirmröhren verglichen, die allerdings eine andere Ursache haben.
Die Trägheit der LCD-Bildpunkte verschwindet, sobald das Gerät längere Zeit ausgeschaltet ist. Häufige ähnliche oder gleiche Daueranregungen zeigen Abnutzungserscheinungen in Form von kürzeren Zeitperioden, bevor ein Geisterbild etabliert ist. Wird eine TFT-Anzeige zur Präsentation verwendet, so sollte sie daher zumindest in den Nachtstunden abgeschaltet werden. Generell sollte ein TFT (Thin Film Transistor) nicht länger als 24 Stunden eingeschaltet bleiben. Diese Erscheinungen sind auf einen Fehler in der Ansteuerung vor allem bei Passivdisplays zurückzuführen.